# 에드워드 애스너
에디 애즈너(영어: Eddie Asner, 1929년 11월 15일 ~ 2021년 8월 29일)는 에드 애즈너(Ed Asner)로 활동한 미국의 배우이다. 프라임타임 에미상을 총 일곱 차례 수상했으며, 이는 남성 연기자 전체를 통틀어 역대 최다 수상 기록이다.

## 출연 작품

### 영화
- 엘도라도 (1966)
- JFK (1991)
- 하드 레인 (1998)
- 청혼 (1999)
- 엘프 (2003)
- 크리스마스 별장 (2008)
- 업 (2009) - 목소리
- 슈퍼맨/배트맨: 아포칼립스 (2010) - 목소리
- 나 홀로 집에: 크리스마스 소동 (2012)

### 텔레비전
- 아이언사이드 (1967-69)
- 제5전선 (1969)
- 하와이 파이브-O (1975)
- 새터데이 나이트 라이브 (1984)
- 천사 조나단 (1986)
- 로잔느 아줌마 (1996)
- 결혼 이야기 (1996-97)
- 더 프랙티스 (1997-2004)
- 엑스파일 (1998)
- 천사의 손길 (2000)
- 커브 유어 엔수지애즘 (2001)
- 엘런 쇼 (2001)
- ER (2003)
- 스튜디오 60 (2006-07)
- CSI: 뉴욕 (2009)
- 로열 페인스 (2011)
- 헤크 패밀리 (2012)
- 핫 인 클리블랜드 (2012)
- 하와이 파이브-0 (2012)
- 글래이즈 (2013)
- 크레이지 원스 (2013)
- 멘 앳 워크 (2014)
- 맘 (2014)
- 체이싱 라이프 (2014)
- 굿 와이프 (2015)
- 크리미널 마인드 (2015)
- 머독 미스터리 (2015)
- 본즈 (2017)
- 코브라 카이 (2018, 2021)
- 맥가이버 (2018)
- 데드 투 미 (2019)
- 둠 패트롤 (2019)
- 그레이스 앤 프랭키 (2019-21)
- 모던 패밀리 (2020)
- 블루 블러드 (2020)

### TV 애니메이션
- 출동! 지구특공대 (1990-96)
- 배트맨 (1992-94)
- 애니매니악스 (1993)
- 가고일즈 (1994-97)
- 스파이더맨 (1994-98)
- 사이버탐험대 쟈니퀘스트 (1996)
- 헤라클레스 (1998)
- 슈퍼맨 (1998-2000)
- 심슨 가족 (1999)
- 죠니 브라보 (2000-01)
- 패밀리 가이 (2001)
- 3×3 EYES (2001) - 영어 더빙
- 킹 오브 더 힐 (2001-02)
- 덕 다저스 (2003)
- 분덕스 (2005-14)
- 마법소녀 위치 (2006)
- 아메리칸 대드! (2010-19)
- 더 클리브랜드 쇼 (2010-11)
- 레귤러 쇼 (2012)
- 네모바지 스폰지밥 (2016)
- 틴 타이탄 GO! (2020)

### 비디오 게임
- 스타워즈: 구공화국의 기사단 (2003)
- 스타워즈: 구공화국의 기사단 II: 시스 로드 (2004)

### 오디오북
- Rain of the Ghosts (2015)